# Mikael Örn
Mikael Örn (n. 29 noiembrie 1961, Göteborg, Suedia) este un înotător suedez, medaliat olimpic. A participat la o ediție a Jocurilor Olimpice (1984) în care a câștigat o medalie de bronz.

## Participări
Lista de mai jos prezintă principalele competiții la care a participat Mikael Örn de-a lungul carierei.
- swimming at the 1984 Summer Olympics – men's 4 × 100 metre freestyle relay[*]